# René Harather
René Harather (* 8. April 1969 in Neunkirchen) ist ein österreichischer Autor, Historiker, Journalist, Texter, Musiker, Musikpädagoge, Kulturschaffender und Regionalpolitiker.

## Leben
René Harather wurde am 8. April 1969 in Neunkirchen geboren. Nach der Matura am Neusprachlichen Gymnasium in Neunkirchen 1987 begann er im selben Jahr an der Universität Wien ein Lehramtsstudium in den Fächern Geschichte und Mathematik (später Germanistik), sowie parallel dazu ab 1988 ein Studium am Josef-Matthias-Hauer-Konservatorium in Wiener Neustadt ein Instrumental- und Gesangspädagogik-Studium (Hauptfach Klassische Gitarre). 2009 schloss Harather ein Geschichte-Studium an der Universität Wien mit dem akademischen Grad Bachelor of Arts ab.
Harather ist seit 2015 verheiratet und lebt in Wimpassing im Schwarzatale.

## Musik
Seit 1988 ist René Harather als Musiklehrer, seit 1989 an der Musikschule Wimpassing, tätig. Als Musiker war und ist er Mitglied von Musikformationen und selbst gegründeten Bands. Seit Mitte der 1980er Jahre arbeitete er u. a. mit den Künstlern Rocco Granata, Wencke Myhre, Louise Martini, Bill Ramsey, Eric Marienthal, Kurt Brunthaler, Otto M. Schwarz oder Viktor Gernot zusammen.

## Text & Wissenschaft
Seit 1994 ist Harather für verschiedene Auftraggeber als Journalist und Texter tätig.
Als Historiker und Autor veröffentlichte René Harather seit 1998 an die zwei Dutzend Arbeiten, hauptsächlich Bücher, die teilweise auch in Englisch oder Französisch übersetzt wurden. Ein Spezialgebiet des Autors sind neben regionalen Orts- und Firmen-Biographien historische Abhandlungen über in Europa oder weltweit tätige österreichische Traditionsbetriebe (Semperit AG, Schoeller Bleckmann Edelstahlrohr, Huyck.Wangner, Neudoerfler Office Systems).

## Kultur & Politik
Seit 1995 ist Harather Mitglied des Gemeinderats in seiner Heimatgemeinde Wimpassing, seit 2000 als geschäftsführender Gemeinderat für Kultur. Ebenfalls seit 2000 fungiert er als Obmann des Kulturvereins Wimpassing (gegründet 1964) und ist in dieser Funktion verantwortlich für die Zusammenstellung jährlicher Programme, im Zuge derer u. a. Künstler, wie Johnny Logan, Konstantin Wecker, Ack van Rooyen, Josef Hader oder Viktor Gernot für spezielle Kultur-Projekte engagiert wurden.

## Publikationen

### Bücher
- Die Geschichte der Region und Stadt Ternitz. Eigenverlag Stadt Ternitz, 1998.
- 750 Jahre Wimpassing. Eigenverlag Marktgemeinde Wimpassing, 2000.
- mit Christian Handl: Unser Ternitz. Zum 650. Jahrestag der urkundlichen Ersterwähnung. Heimat Verlag, 2002.
- Robert Hammerstiel - hammerstiel 70, Festschrift zum 70. Geburtstag. Eigenverlag Stadt Ternitz, 2003, ISBN 3-9501731-0-2.
- Otterthal - von den Anfängen bis zur Gegenwart. Eigenverlag Gemeinde Otterthal, 2003, ISBN 3-9501759-0-3.
- Ternitz - eine Stadt stellt sich vor. Eigenverlag Stadt Ternitz, 2003, ISBN 3-9501731-1-0.
- 40 Jahre Kulturverein Wimpassing, Festschrift. Eigenverlag Kulturverein Wimpassing, 2004, ISBN 3-9501643-9-1.
- 80 Jahre Golfclub Semmering, Festschrift. Eigenverlag GC Semmering, 2006.
- Evangelisch in Ternitz - 55 Jahre Evangelische Pfarrgemeinde A.B. Ternitz. Eigenverlag Evangelische Pfarre Ternitz, 2006, ISBN 3-9501731-3-7.
- Breitenau - unsere Heimatgemeinde im Wandel der Zeit. Eigenverlag Gemeinde Breitenau, 2006, ISBN 3-9501643-9-7.
- Von der Tradition zur Innovation - Neunkirchner Betriebe im Wandel der Zeit. Eigenverlag Firma Hans Steinberger, Neunkirchen 2009, ISBN 978-3-200-01693-4.
- mit Andreas Sederl: Saftig - Säfte, Sirupe & Co selbstgemacht. AV-Buch im Cadmos Verlag, 2011, ISBN 978-3-8404-7401-9.
- mit Andreas Sederl: Je réussis mes jus et sirops. (französische Ausgabe von „Saftig“). Editions Ouest-Franc, 2012, ISBN 978-2-7373-5603-2.
- mit Wolfgang Hartl und Franz Zwickl: 200 Jahre Huyck.Wangner Austria - von der industriellen Revolution ins 3. Jahrtausend. Eigenverlag der Firma Huyck, Gloggnitz 2012, ISBN 978-3-9502844-1-6. (in deutscher und englischer Sprache)
- mit Werner Schuster: X-Ray Art Photography. Hirmer Verlag, München 2012, ISBN 978-3-7774-8081-7. (in deutscher und englischer Sprache)
- mit Mick Stempel: Semperit - A Truly Global Company For 190 Years. Eigenverlag der Semperit AG, Wien 2014. (getrennte Ausgaben in deutscher und englischer Sprache)
- mit Wilfried Lechner: Erfolg lässt sich einrichten, 70 Jahre Neudörfler Büromöbel. Metroverlag, Wien 2015, ISBN 978-3-99300-239-8.

### Textbeiträge
- Abendrot. In: Franz Zwickl, Wolfgang Hartl: Die Wunderwelt der Zauberberge. edition gutenberg, 2002, ISBN 3-900323-59-3. (in deutscher und englischer Sprache)
- Zwangsarbeiter in der Ternitzer Rüstungsindustrie 1942–1945. und Mitarbeit für Das Tagebuch des Zwangsarbeiters Francis Jeanno. Eigenverlag Verein Triangel, Ternitz 2005, ISBN 3-9501643-4-0.

### Kalender
- Wirtschaftsgeschichte des Bezirks in alten Ansichten. Eigenverlag Sparkasse Neunkirchen, 2006.
- Das historische Wimpassing in Farbe. Eigenverlag Marktgemeinde Wimpassing, 2015.

### Filme
- mit Franz Zwickl: 40 Jahre Firma Wiedner. Eigenverlag Firma Wiedner, Gloggnitz 2010.

### Ausstellungen
- Aufarbeitung der Firmengeschichte und Kurator der Ausstellung 65 Jahre Neudoerfler Office Systems, Neudörfl/Burgenland 2011.

## Auszeichnungen
Für sein erstes Buch, Die Geschichte der Region und Stadt Ternitz, wurde Harather im Jahr 2001 mit dem Kulturpreis des Landes Niederösterreich in der Sparte Geisteswissenschaft (Anerkennungspreis) ausgezeichnet. Die Laudatio verfasste der österreichische Historiker Ernst Bruckmüller.